# Lijst van Belgische beeldend kunstenaars gerekend tot de hedendaagse kunst
Dit is een lijst van Belgische beeldend kunstenaars gerekend tot de hedendaagse kunst met een artikel op de Nederlandstalige Wikipedia.

## A
- Marc Abel, kunstschilder
- Chantal Akerman, filmmaker
- Pierre Alechinsky, kunstschilder
- Francis Alys, multimediaal kunstenaar

## B
- Fred Bervoets, kunstschilder
- Guillaume Bijl, beeldhouwer en installatiekunstenaar
- Guy Bleus, beeldend kunstenaar
- Rudi Bogaerts, beeldend kunstenaar
- Sam Bogaerts, theatermaker
- Michaël Borremans, kunstschilder
- Dirk Braeckman, fotograaf
- Marcel Broodthaers (1924-1976), beeldend kunstenaar, dichter en cineast
- Koen Broucke, beeldend kunstenaar
- Jan Bucquoy, filmmaker, conceptueel kunstenaar
- Raphaël Buedts, beeldhouwer
- Anna Boch, kunstschilder

## C
- David Claerbout, videokunstenaar
- Johan Clarysse (1957), kunstschilder
- Luc Claus, tekenaar, graficus
- Leo Copers, beeldend kunstenaar
- Anton Cotteleer, beeldhouwer
- Achilles Cools, kunstschilder, beeldhouwer, grafisch kunstenaar, dichter, schrijver, natuurfilosoof
- Johan Creten, beeldend kunstenaar

## D
- Roel D'Haese (1921-1996), beeldhouwer en grafisch kunstenaar
- Hugo Debaere (1958-1994), beeldend kunstenaar
- Luc De Blok, beeldend kunstenaar
- Berlinde De Bruyckere, beeldend kunstenaar
- Anouk De Clercq, videokunstenaar
- Felix De Clercq, kunstschilder
- Jan De Cock, installatiekunstenaar
- Thierry De Cordier, beeldend kunstenaar
- Denis De Gloire, kunstschilder
- Raoul De Keyser (1930-2012), kunstschilder
- Carl De Keyzer, fotograaf
- Edith Dekyndt, beeldend kunstenaar
- Luc Deleu, architect en beeldend kunstenaar
- Victor Delhez, beeldend kunstenaar
- Wim Delvoye, beeldend kunstenaar
- Ann Deman, beeldend kunstenaar
- Bram Demunter, kunstschilder
- Gaston De Mey, kunstschilder
- Denmark, beeldend kunstenaar
- Willy De Sauter, beeldend kunstenaar
- Danny Devos, beeldend en performance kunstenaar
- Kasper De Vos, beeldend kunstenaar
- Sarah De Vos, kunstschilder
- Jan De Winter, kunstschilder
- Catharina Dhaen, kunstschilder
- Ilse D'Hollander, kunstschilder
- Sam Dillemans, kunstschilder
- Monique Donckers, beeldhouwer en kunstschilder
- Peter Downsbrough, beeldend kunstenaar
- Joëlle Dubois, beeldend kunstenaar
- Lili Dujourie, beeldend kunstenaar

## E
- Fred Eerdekens, beeldend kunstenaar
- James Ensor, kunstschilder
- Bendt Eyckermans, kunstschilder
- Myriam Eykens, beeldhouwer

## F
- Jan Fabre, beeldend kunstenaar

## G
- Joris Ghekiere, beeldend kunstenaar
- Johan Gelper, beeldend kunstenaar
- Frederic Geurts, beeldend kunstenaar
- Jef Geys, beeldend kunstenaar
- Vincent Geyskens, kunstschilder
- Gommaar Gilliams, kunstschilder
- Willo Gonnissen, beeldend kunstenaar
- Johan Grimonprez, regisseur en videokunstenaar
- Vicky Gruyters, grafisch kunstenaar

## H
- Karin Hanssen, kunstschilder
- Kati Heck, beeldend kunstenaar
- Liesbeth Henderickx, beeldend kunstenaar

## I
- Maarten Inghels, dichter, schrijver en beeldend kunstenaar

## J
- Pieter Jennes

## K
- Jimmy Kets, fotograaf
- Gideon Kiefer, beeldend kunstenaar

## L
- Marie-Jo Lafontaine, beeldend kunstenaar
- Olivier Lamboray, kunstschilder
- Octave Landuyt, beeldend kunstenaar
- Jan Lauwers, beeldend kunstenaar
- Walter Leblanc, beeldend kunstenaar
- Stéphanie Leblon, beeldend kunstenaar
- Wannes Lecompte, beeldend kunstenaar
- Tom Liekens, kunstschilder
- Bernd Lohaus (1940-2010), beeldend kunstenaar
- Jan Leenknegt, glassculpturen kunstenaar

## M
- Herman Maes, beeldend kunstenaar
- René Magritte, beeldend kunstenaar
- Marcel Mariën (1920-1993), beeldend kunstenaar
- Danny Matthys, beeldend kunstenaar
- Michèle Matyn, beeldend kunstenaar
- Constantin Meunier, beeldhouwer, schilder en graficus
- Wesley Meuris, installatiekunstenaar
- Sonja Michiels, kunstschilderes
- Joris Minne, beeldend kunstenaar
- Hubert Minnebo, beeldend kunstenaar
- Wendy Morris, beeldend kunstenaar
- Sofie Muller, beeldend kunstenaar

## N
- Nadia Naveau, beeldend kunstenaar
- Hilde Nijs, beeldend kunstenaar

## O
- Hans Op de Beeck, beeldend kunstenaar

## P
- Panamarenko (1940-2019), beeldend kunstenaar
- Luc Peire (1916-1994), kunstschilder
- Nicolas Provost, filmmaker en beeldend kunstenaar
- Rik Poot (1924-2006), beeldend kunstenaar
- Peter Puype, beeldend kunstenaar

## Q
- Arne Quinze, beeldend kunstenaar
- Emmanelle Quertain, beeldend kunstenaar

## R
- Joke Raes, multidisciplinair kunstenaar
- Eline Rausenberger, kunstschilder
- Roger Raveel (1921-2013), kunstschilder
- Peter Rogiers, beeldhouwer en installatiekunstenaar
- Patrik Rogiers, kunstschilder
- Guy Rombouts, beeldend kunstenaar
- Klaas Rommelaere, beeldend kunstenaar
- Pjeroo Roobjee, beeldend kunstenaar

## S
- Kristof Santy, kunstschilder
- Ben Sledsens, kunstschilder
- Sarah Smolders, beeldend kunstenaar
- Felix Sperans, kunstschilder
- Piet Stockmans, beeldend kunstenaar
- Léon Spilliaert, kunstschilder
- Gilbert Swimberghe, kunstschilder

## T
- Johan Tahon, beeldend kunstenaar
- Pascale Marthine Tayou, beeldend kunstenaar
- Koen Theys, videokunstenaar en beeldhouwer
- Koenraad Tinel, beeldend kunstenaar
- Narcisse Tordoir, beeldend kunstenaar
- Ana Torfs, beeldend kunstenaar
- Xavier Tricot, kunstschilder en beeldend kunstenaar
- Joëlle Tuerlinckx, beeldend kunstenaar
- Luc Tuymans, kunstschilder
- Charline Tyberghein, kunstschilder

## V
- Patrick Van Caeckenbergh, beeldend kunstenaar
- Hans Vandekerckhove, beeldend kunstenaar
- Michael Van den Abeele, beeldend kunstenaar
- Koen van den Broek, beeldend kunstenaar
- Philippe Vandenberg (1952-2009), kunstschilder
- Ernest Van den Driessche, kunstschilder
- Gerolf Van de Perre, kunstschilder en auteur
- Jonas Vanderbeke, kunstschilder
- Nils Van der Linden, beeldend kunstenaar
- Rinus Van de Velde , beeldend kunstenaar
- Hannelore Van Dijck, beeldend kunstenaar
- Lies Van Gasse, beeldend kunstenaar
- Jan Van Imschoot, kunstschilder
- Anne-Mie Van Kerckhoven, multi-media kunstenaar
- Jan Van Oost, beeldhouwer
- Koen Vanmechelen, conceptueel kunstenaar
- Jan Vanriet, kunstschilder
- Dan Van Severen, beeldend kunstenaar
- Philippe Van Snick, beeldend kunstenaar
- Luk Van Soom, beeldend kunstenaar
- Hilde Van Sumere (1932-2013), beeldend kunstenaar
- Ysbrant van Wijngaarden, beeldend kunstenaar
- Jan Vercruysse, beeldend kunstenaar
- Walter Verdin, beeldend kunstenaar
- Benjamin Verdonck, beeldend kunstenaar
- Simon Verheylesonne, beeldend kunstenaar
- Pieter Vermeersch, beeldend kunstenaar
- Antoon Vermeylen, graficus en glazenier
- Shirley Villavicencio Pizango, kunstschilder
- Lisa Vlaemminck, beeldend kunstenaar

## W
- Peggy Wauters, beeldend kunstenaar
- Marthe Wéry (1930-2005), beeldend kunstenaar
- Joseph Willaert, kunstschilder